# Діксі (округ Ніколас, Західна Вірджинія)
Діксі (англ. Dixie) — переписна місцевість (CDP) в США, в округах Фаєтт і Ніколас штату Західна Вірджинія. Населення — 227 осіб (2020).

## Географія
Діксі розташоване за координатами 38°15′3″ пн. ш. 81°11′39″ зх. д. / 38.25083° пн. ш. 81.19417° зх. д. (38.250884, -81.194289).  За даними Бюро перепису населення США в 2010 році переписна місцевість мала площу 1,89 км², уся площа — суходіл.

## Демографія
Згідно з переписом 2010 року, у переписній місцевості мешкала 291 особа в 113 домогосподарствах у складі 88 родин. Густота населення становила 154 особи/км².  Було 131 помешкання (69/км²).
Расовий склад населення:
| - 98,3 % — білих |

До двох чи більше рас належало 1,7 %. Частка іспаномовних становила 0,0 % від усіх жителів.
За віковим діапазоном населення розподілялося таким чином: 24,1 % — особи молодші 18 років, 53,2 % — особи у віці 18—64 років, 22,7 % — особи у віці 65 років та старші. Медіана віку мешканця становила 42,5 року. На 100 осіб жіночої статі у переписній місцевості припадало 98,0 чоловіків;  на 100 жінок у віці від 18 років та старших — 100,9 чоловіків також старших 18 років.
Середній дохід на одне домашнє господарство  становив 45 760 доларів США (медіана — 44 886), а середній дохід на одну сім'ю — 53 372 долари (медіана — 48 500). За межею бідності перебувало 6,7 % осіб, у тому числі 0,0 % дітей у віці до 18 років та 0,0 % осіб у віці 65 років та старших.
Цивільне працевлаштоване населення становило 52 особи. Основні галузі зайнятості: освіта, охорона здоров'я та соціальна допомога — 65,4 %, роздрібна торгівля — 25,0 %, публічна адміністрація — 9,6 %.